# Medalha da Campanha Filipina
A Medalha de Campanha das Filipinas (ou da Campanha Filipina) é uma medalha das Forças Armadas dos Estados Unidos que foi criada para denotar o serviço de militares dos EUA na Guerra Filipino-Americana entre os anos de 1899 e 1913. Embora seja uma única medalha de serviço, a Medalha de Campanha das Filipinas foi emitida sob critérios separados para o Exército e a Marinha.
A Medalha da Campanha das Filipinas foi um prêmio separado da Medalha Congressional Filipina, que era uma medalha do Exército concedida por serviços especiais prestados durante a Guerra Filipino-Americana.